# فابیو جونیور
فابیو Jr (انگلیسی: Fábio Jr.؛ زادهٔ ۲۱ نوامبر ۱۹۵۳) یک هنرپیشه، و خواننده اهل برزیل است.